# Lijst van trainers van Patro Eisden Maasmechelen
Deze lijst omvat de voetbalcoaches die de Belgische club Patro Eisden Maasmechelen hebben getraind vanaf 1952 tot op heden.
| Seizoen | Trainer(s) |
| ------- | --- |
| 2022/23 | Stijn Stijnen |
| 2021/22 | Stijn Stijnen |
| 2020/21 | Stijn Stijnen |
| 2019/20 | Stijn Stijnen |
| 2018/19 | Stijn Stijnen |
| 2017/18 | Aziz Rejdi Guido Brepoels (tot 9 april 2018) Danny Boffin (tot 5 februari 2018)                                          |
| 2016/17 | Danny Boffin Guido Brepoels (tot 15 maart 2017) Rikie Broeckx (tot 13 december 2016) Nico Claesen (tot 19 augustus 2016) |
| 2015/16 | Nico Claesen Dražen Brnčić (tot 22 december 2015)                                                                        |
| 2014/15 | Eric Eurlings |
| 2013/14 | Eric Eurlings |
| 2012/13 | Eric Eurlings |
| 2011/12 | Norbert Beuls |
| 2010/11 | Norbert Beuls |
| 2009/10 | Guy Claes |
| 2008/09 | Jacky Peeters Michel Noben                                                                                               |
| 2007/08 | Nico Claesen |
| 2006/07 | Nico Claesen |
| 2005/06 | Nico Claesen |
| 2004/05 | René Trost Fuat Çapa |
| 2003/04 | Nico Claesen |
| 2002/03 | Nico Claesen Patrick Vroonen                                                                                             |
| 2001/02 | Lei Clijsters Frans van Balkom Guy Winkels                                                                               |
| 2000/01 | Guy Winkels Paul Lambrichts                                                                                              |
| 1999/00 | Mathy Billen |
| 1998/99 | Mathy Billen Eric Vanlessen                                                                                              |
| 1997/98 | Eric Vanlessen |
| 1996/97 | Eric Vanlessen |
| 1995/96 | Eric Vanlessen Pier Janssen                                                                                              |
| 1994/95 | Herman Vermeulen Pier Janssen                                                                                            |
| 1993/94 | Lei Clijsters |
| 1992/93 | Beppi Chini |
| 1991/92 | Guy Mangelschots |
| 1990/91 | Eric Vanlessen |
| 1989/90 | Eric Vanlessen |
| 1988/89 | Yvan Hoste Jos Aerden |
| 1987/88 | Leo Canjels |
| 1986/87 | Jaak Dreesen Leo Canjels                                                                                                 |
| 1985/86 | Jaak Dreesen |
| 1984/85 | Jaak Dreesen |
| 1983/84 | Gerard Bergholtz |
| 1982/83 | Gerard Bergholtz |
| 1981/82 | Gerard Bergholtz |
| 1980/81 | Janusz Kowalik Guy Mangelschots                                                                                          |
| 1979/80 | Janusz Kowalik |
| 1978/79 | Michel Punga Jef Rutten                                                                                                  |
| 1977/78 | Herbert Böhnen Paul Schreurs                                                                                             |
| 1976/77 | Leo Canjels |
| 1975/76 | Leo Canjels |
| 1974/75 | Bob Beckholz |
| 1973/74 | Yves Baré |
| 1972/73 | Yves Baré |
| 1971/72 | Ernst Künnecke |
| 1970/71 | Ernst Künnecke |
| 1969/70 | Ernst Künnecke |
| 1968/69 | Van Oostvelt |
| 1967/68 | Felix Deculot |
| 1966/67 | Felix Deculot |
| 1965/66 | Strobants |
| 1964/65 | Strobants |
| 1963/64 | Strobants |
| 1962/63 | Deraet |
| 1961/62 | Deraet |
| 1960/61 | August Hellemans Olivér Gáspár L. Boven                                                                                  |
| 1959/60 | L. Boven Eduard Lycops                                                                                                   |
| 1958/59 | André Bollen |
| 1957/58 | August Hellemans |
| 1956/57 | August Hellemans |
| 1955/56 | Pierre Souvereyns |
| 1954/55 | Franz Fuchs |
| 1953/54 | Franz Fuchs |
| 1952/53 | Pierre Souvereyns |
| 1947    | Jean Philips promotie naar 2e Provinciale in 1947                                                                        |

Tijdens de oorlogsjaren:  Rudi Depaifve